# Bảo tàng lịch sử của Kraków
Bảo tàng lịch sử của thành phố Kraków (tiếng Ba Lan: Muzeum Historyczne Miasta Krakowa) tại Kraków, Lesser Ba Lan, đã được cấp tư cách của một tổ chức độc lập vào năm 1945. Ban đầu, nó là một chi nhánh của Văn phòng ghi chép cũ của Krakow, hoạt động từ năm 1899.
Vị trí chính của Bảo tàng là Cung điện Krzysztofory kiểu baroque.

## Cơ quan

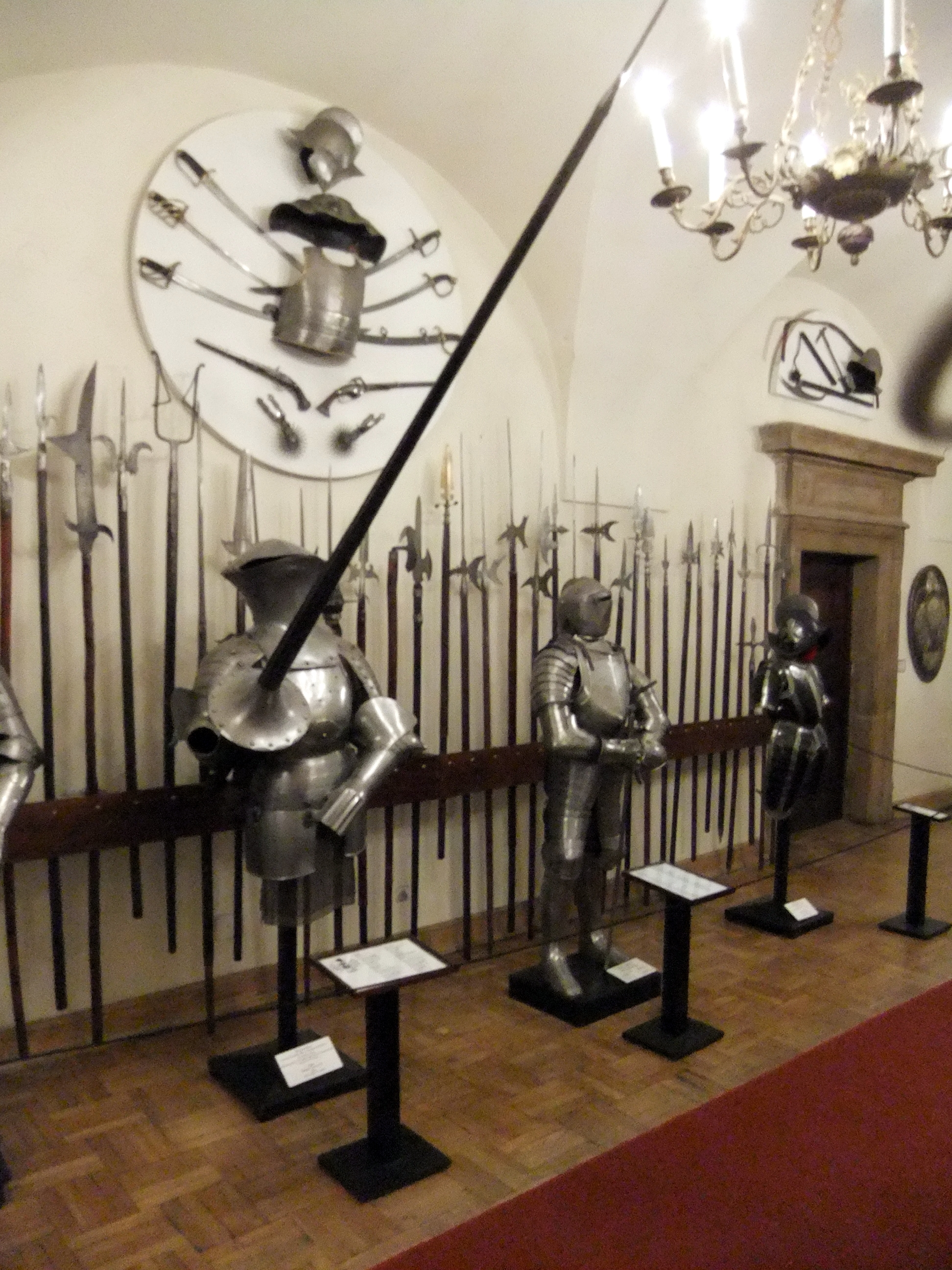
Triển lãm bên trong bảo tàng

Bảo tàng Lịch sử được tạo thành từ 14 đơn vị nằm rải rác trong thành phố, bao gồm chi nhánh chính cũng như Giáo đường Do Thái cũ, Nhà máy của Schindler, Nhà thuốc Đại bàng, Nhà tù Gestapo trên đường Pomorska, Tòa nhà Hipolit, Tháp Tòa thị chính, Barbakan, Tường phòng thủ, Celestat, Muzeum của Nowa Huta, trang viên Zwierzyniecki, Under the Cross Manor, và các đường hầm Quảng trường chợ chính. Các đơn vị bảo tồn và trưng bày các hiện vật về lịch sử của thành phố, lịch sử của người Do Thái, lịch sử của nhà hát và nhiều người khác.
Các tổ chức của Bảo tàng bao gồm các bản đồ thành phố từ thế kỷ XVI đến thế kỷ XX, tranh vẽ, tranh in, ảnh, đồ vật và tác phẩm của các nghệ sĩ và nghệ nhân Kraków, cũng như chân dung của quý tộc từ thế kỷ XVI đến thế kỷ XX; vũ khí từ thứ XIV đến thế kỷ XX; một bộ sưu tập đồng hồ từ thế kỷ XVI đến thế kỷ XX; cảnh Chúa giáng sinh nổi tiếng (szopka); hiện vật liên quan đến nhà hát; Do Thái giáo; vật phẩm kỷ niệm các cuộc nổi dậy của Ba Lan trong thế kỷ XIX và Thế chiến I và II.
Bảo tàng trưng bày một triển lãm thường trực về Lịch sử và Văn hóa của Krakow, một bộ sưu tập của quân đội (đạn, súng, phòng thủ và vũ khí sắc bén), đồng hồ treo tường và đồng hồ đeo tay. Tòa thị chính trong Quảng trường chợ chính là nơi diễn ra triển lãm Bức ảnh của Quảng trường Chợ.
Từ năm 1999, thuộc thẩm quyền của Bảo tàng là Barbakan, một trong những ví dụ nổi tiếng nhất về cấu trúc phòng thủ thời trung cổ ở Ba Lan, có nội thất có thể tiếp cận được với khách du lịch mỗi mùa hè. 

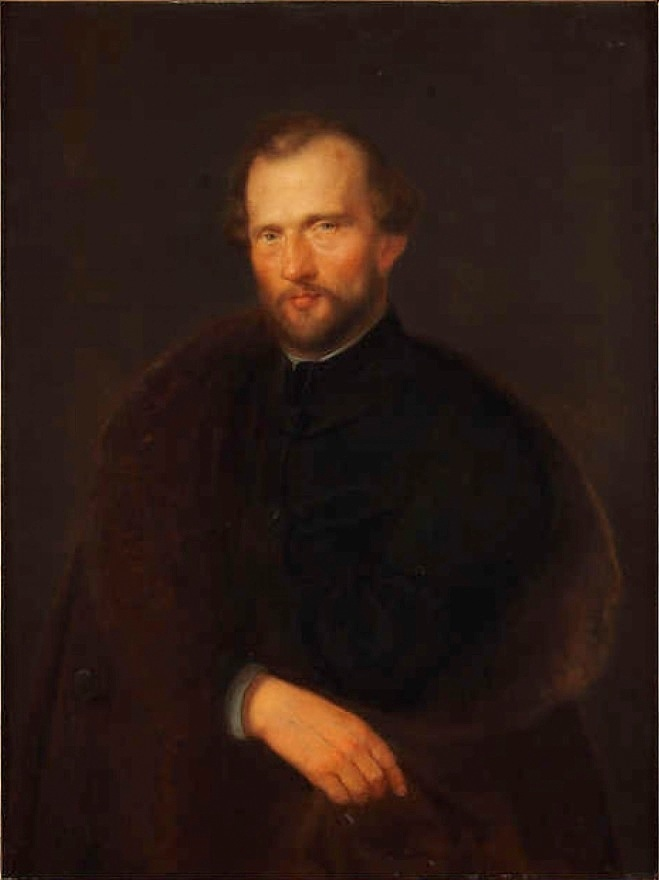
Chân dung Mikołaj Zyblikiewicz của Wojciech Stattler, tại Bảo tàng Lịch sử Kraków

## Chi nhánh bảo tàng
- Bảo tàng Cung điện Krzysztofory (triển lãm thường trực: Cyberteka. Kraków - thời gian và không gian)

---- Vị trí chi nhánh chính tại: Cung điện Krzysztofory trên Quảng trường chợ chính (Rynek Główny) 35, Kraków
- Giáo đường Do Thái cổ (triển lãm thường trực: Lịch sử và Văn hóa của người Do Thái ở Kraków)
- Nhà máy của Oskar Schindler (triển lãm thường trực: Krakow - thời gian chiếm đóng 1939-1945)
- The Eagle Pharmacy (triển lãm thường trực: Nhà thuốc Tadeusz Pankiewicz ở Kraków Ghetto)
- Phố Pomorska, nhà tù Gestapo (triển lãm thường trực: Cracovian chống khủng bố 1939-1945-1956)
- Nhà Hipolit (triển lãm thường trực: Nhà tư sản)
- Tòa thị chính
- Bảo tàng Barbican (Barbakan)
- Tường phòng thủ thành phố (triển lãm tạm thời: Tuyến phòng thủ Tường phòng thủ - Barbakan - Celestat)
- Celestat (triển lãm thường trực: Brotherhood of the Dậu ở Krakow và thành phố phòng thủ)
- Lịch sử của khu phố Nowa Huta (triển lãm tạm thời - về Nowa Huta) [3]
- Nhà Zwierzyniec
- Rynek ngầm (triển lãm thường trực: Theo dấu vết của bản sắc châu Âu của Kraków)
- The Cross House (đang được cải tạo vào tháng 3 năm 2008 - đã đóng cửa)
- Từ điển đồng nghĩa Cracoviensis
- Bảo tàng Podgórze (triển lãm thường trực: In the Shadow of Krak's Mound)
- KL Plaszow (triển lãm tạm thời: KL Plaszow cũ)